# Окопи (фільм)
«Окопи», також відомий українською як «Траншеї» (англ. Trenches; фр. Tranchées) — український документальний фільм французького режисера Лу Бюро (фр. Loup Bureau), оприлюднений у 2021 році. Фільм став режисерським дебютом Бюро. Світова прем'єра фільму відбулася 2-4 вересня 2021 року у позаконкурсній програмі 78-го Венеційського кінофестивалю. Як зазначив під час прем'єри стрічки у Венеції журналіст UA:Культура Лук'ян Галкін, хоча «стрічка й не є українською за виробництвом, але є такою за матеріалом і духом».

## Синопсис
На Донбасі в Україні в той час як дипломати переговорили про хитке перемир'я та припинення вогню, українські солдати воюють проти сепаратистів, яких підтримує Росія. У віці, коли деякі переживають найкращі роки свого життя, на передовій воюють чоловіки та жінки, засуджені копати та викопувати окопи, а бомби продовжують падати на них. Лу Бюро проводить нас у захоплюючу та приголомшливу кінематографічну подорож, що розкриває оголену правду та грубість виживання, в тому, що називається останнім конфліктом на європейській землі.

## Виробництво
Режисер Лупа Бюро розпочав створення цієї документальної стрічки у 2018 році коли він їздив по різним локаціям впродовж межі розмежування на Донбасі між російськими та українськими військами. Саме фільмування відбувалося у 2019 році. Зрештою Бюро зняв десь 70 годин сирого відео впродовж 3 місяців.

## Презентація
Світова прем'єра фільму відбулася 2-4 вересня 2021 року у позаконкурсній програмі 78-го Венеційського кінофестивалю.
Після 4 вересня 2021 року у позаконкурсній програмі 78-го Венеційського кінофестивалю фільм отримав схвальні відгуки від кінокритиків.